# Юрай IV Зрински
Юрай IV Зрински (на хърватски: Juraj IV Zrinski; на унгарски: Zrínyi IV. György; 13 април 1549 – 4 май 1603) е хърватски благородник, представител на аристократичния род Зрински.

## Живот
Юрай е син на героя от битката при Сигетвар Миклош Зрини и неговата първа съпруга Катарина Франкопан. Той наследява обширните имения на баща си и също като него е назначен за кралски ковчежник натоварен със събирането на кралските такси и данъци на Кралство Хърватия и Кралство Унгария.
Юрай Зрински въвежда книгопечатането в Северна Хърватия като с подкрепата му са отпечатани множество книги, сред които и първите на кайкавско наречие.
Умира на 4 май 1603 г. и е погребан в семейната гробница в манастира „Св. Елена“ край Чаковец.